# NGC 658
NGC 658 في الفهرس العام الجديد، هي مجرة، تقع في كوكبة الحوت. اكتشفت في 27 نوفمبر 1880 بواسطة إدوارد ستيفان.

## روابط خارجية
- NGC 658 على موقع ويكي سكاي: DSS2, SDSS, GALEX, IRAS, Hydrogen α, X-Ray, Astrophoto, Sky Map, Articles and images